# فلوواستاتین
فلوواستاتین (به انگلیسی: Fluvastatin)
رده درمانی: کاهنده چربی خون.
اشکال دارویی: قرص

## موارد مصرف
درمان هیپرکلسترولمی و کاهش چربی خون. البته هرچند تاثیر اصلی استاتین‌ها در کاهش کلسترول خون است ولی به میزان کمتری تری گلیسیرید خون را نیز کاهش می‌دهند.

## مکانیسم اثر
مانند بقیه استاتین‌ها با مهار آنزیم HMG COA ردوکتاز در کبد عمل می‌کند.

## عوارض جانبی
میالژی و افزایش آنزیمهای کبدی، سردرد، ضایعات پوستی، اسهال، تهوع، دل درد، سرفه، سینوزیت .